# Asociación Custodia Compartida en Galicia XA
La Asociación Custodia Compartida en Galicia XA! (CCGX) es una asociación constituida en 2011 por un amplio colectivo partidario de la implantación en Galicia y por extensión en España de la custodia compartida como opción preferente en casos de separación, divorcio o nulidad. Para ello desarrolla campañas de sensibilización y mantiene contactos con los diversos agentes sociales y políticos para el desarrollo efectivo de un marco legislativo acorde con estas pretensiones.
En la actualidad, CCGX la integran un colectivo heterogéneo de mujeres y hombres convencidos del beneficio que la custodia compartida representa para los menores, así como para progresar en la conquista de relaciones de igualdad intergénero plenas. 
Su objetivo principal es apoyar la creación de leyes y medidas sociales que favorezcan la implantación de la custodia compartida preferente, así como sensibilizar e informar a la sociedad gallega respecto a este tema.
Actualmente, las acciones de CCGX van encaminadas a la divulgación de la problemática que representa el separar a los menores de uno de sus progenitores. De forma paralela, la Asociación realiza recogidas de firmas de ciudadanos, que se presentarán como muestra de apoyo ciudadano a las iniciativas legislativas que favorezcan la custodia compartida preferente.

## Historia
La asociación fue constituida en el año 2011 por padres y abuelos afectados por la separación de sus hijos y nietos, debidas principalmente a procesos de divorcio contencioso de los progenitores.

## Junta Directiva
En la actualidad, la Junta Directiva de la Asociación está compuesta por los siguientes miembros:
- Jesús Orois Lage – Presidente
- Jesús Hermida Veiga - Secretario
- Eduardo Canedo Ferreira – Tesorero
- Luis Miguel Barbado Correa – Vocal
- Maria Jose Vidueira Vilanova – Vocal

## Financiación
En la actualidad, la Asociación se financia mediante las aportaciones individuales de sus socios.